# Pselaphochernes rybini
Espèce
Pselaphochernes rybini est une espèce de pseudoscorpions de la famille des Chernetidae.

## Distribution
Cette espèce est endémique du Kirghizistan. Elle se rencontre vers Gulcha.

## Publication originale
- Schawaller, 1986 : Pseudoskorpione aus der Sowjetunion, Teil 2 (Arachnida : Pseudoscorpiones). Stuttgarter Beiträge zur Naturkunde sér. A, vol. 396, p. 1-15 (texte intégral).